# Miguel Salcedo
Miguel Salcedo Bueno (* 18. August 1923; † 22. April 2018) war ein mexikanischer Fußballspieler auf der Position eines Verteidigers.

## Leben
Salcedo spielte zunächst von 1940 bis 1945 auf Amateurbasis für den in El Salto beheimateten Club Deportivo Río Grande in der Liga de Occidente. 
Zur Saison 1945/46 wurde er vom Club Deportivo Guadalajara verpflichtet, für den er in den folgenden sechs Spielzeiten insgesamt 61 Punktspiele in der höchsten mexikanischen Spielklasse absolvierte. Mit Guadalajara erreichte er zweimal die Finalspiele um die Copa México, die in beiden Fällen verloren wurden. 
Nach der Saison 1950/51 beendete Salcedo seine Profikarriere und kehrte nach El Salto zurück, wo er noch einige Jahre auf Amateurbasis für den Club Deportivo Atlante und den Club Deportivo Río Grande spielte.

## Familie
Miguel Salcedo war ein Urgroßvater des Fußballspielers Carlos Salcedo, der ebenfalls für Deportivo Guadalajara spielte und anschließend bei Eintracht Frankfurt unter Vertrag stand. 

## Erfolge
- Mexikanischer Pokalfinalist: 1948, 1951